# Conrad A. Nervig
Conrad A. Nervig (ur. 24 czerwca 1889 w Grant County, zm. 26 listopada 1980 w San Diego) – amerykański montażysta filmowy
W 1922 zaczął pracować w wytwórni Goldwyn Pictures i pozostał tam również po transformacji studia w Metro-Goldwyn-Mayer w 1924. Przepracował tam kolejne 30 lat, aż do przejścia na emeryturę w 1954.
Był pierwszym w historii laureatem Oscara za najlepszy montaż - zdobył go za film Eskimo (1933) W.S. Van Dyke'a. Drugą statuetkę otrzymał wraz z Ralphem E. Wintersem za Skarby króla Salomona (1950). Nominowany był do tej nagrody za montaż do filmu W cieniu gilotyny (1935). 
Nervig zmontował ponad 80 filmów, w tym m.in. Wicher (1928), Boska kobieta (1928), Dzikie orchidee (1929), Gdy kwitną bzy (1937), Honolulu (1939), Północno-zachodnie przejście (1940), Komedia ludzka (1943), Akt przemocy (1948), Dolina zemsty (1951) czy Piękny i zły (1952).